# Sabacon picosantrum
Sabacon picosantrum is een hooiwagen uit de familie Sabaconidae.